# Сабонис, Арвидас
А́рвидас Ро́мас Сабо́нис (лит. Arvydas Romas Sabonis; род. 19 декабря 1964, Каунас) — советский и литовский баскетболист, олимпийский чемпион 1988 года, чемпион мира и Европы в составе национальной сборной СССР. Один из сильнейших центровых мира 1980—1990-х годов. Заслуженный мастер спорта СССР (1985). Один из первых центровых, уверенно бросавший из-за трёхочковой дуги, отличался уникальным пониманием игры, что позволило ему войти в ряд лучших пасующих «больших» в истории НБА.
20 августа 2010 года введён в Зал славы ФИБА. 4 апреля 2011 года, было объявлено, что Сабонис станет членом Зала славы баскетбола, торжественная церемония состоялась 12 августа 2011 года. Является третьим по росту членом Зала славы имени Нейсмита после Яо Мина (229 см) и Ральфа Сэмпсона (224 см). 24 октября 2011 года избран президентом Литовской федерации баскетбола.

## Биография

### Ранние годы
Начал заниматься баскетболом в возрасте 9 лет в каунасской баскетбольной школе. Первый тренер — Юрий Фёдоров. По воспоминаниям игрока, через два года после начала тренировок он решил бросить баскетбол, поскольку спортзал, где он занимался, находился далеко от дома, и после тренировок он часто возвращался очень поздно. Тем не менее он, поддавшись уговорам тренера, всё же вернулся к тренировкам. Одновременно с этим занимался в музыкальной школе, играл на аккордеоне.
В 1981 году в составе сборной школьников Литвы Арвидас стал чемпионом школьной олимпиады и получил предложение от главного тренера каунасского «Жальгириса» Владаса Гарастаса перейти в его клуб. В том же году в составе юношеской сборной СССР Сабонис стал чемпионом Европы.
В 1981 году в 16 лет Арвидас Сабонис (при росте 213 см) дебютировал во взрослой команде «Жальгириса» в матче против «Калева» и набрал первые 14 очков. Он привёл «Жальгирис» к трём подряд победам в чемпионате СССР, получив звание «Игрока года» в Европе в 1984 и 1985 по версии итальянской газеты La Gazzetta dello Sport.
В том же сезоне Арвидас получил приглашение в главную команду страны. Сборная СССР завоевала золотые медали чемпионата мира 1982 года, обыграв в финале сборную США со счётом 95-94. В финальном матче, а также и в других важнейших матчах турнира, главный тренер Александр Гомельский не задействовал Сабониса, ссылаясь на отсутствие опыта.

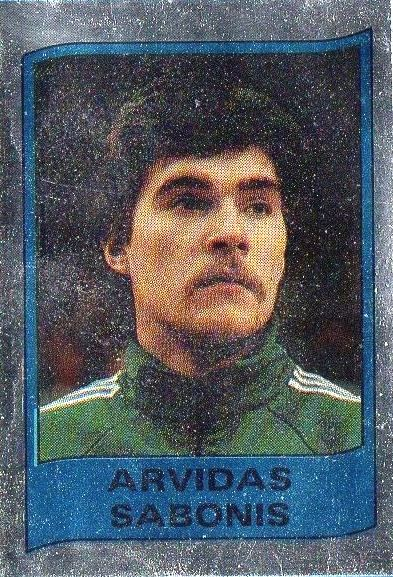
1986 год

В 1984 году советское правительство в ответ на бойкот Олимпийских игр в Москве в 1980 году отказалось от участия в Олимпиаде в Лос-Анджелесе, а в 1985 году сборная СССР в немецком Штутгарте стала лучшей в Европе. В финале баскетболисты СССР с крупным счётом обыграли сборную ЧССР (120-89). По итогам турнира признан лучшим игроком Европы.
В июне 1985 года в ходе ежегодной процедуры драфта НБА «Атланта Хокс» выбрала Сабониса в четвёртом раунде (77-й общий выбор), но результаты были аннулированы по причине молодости игрока. В следующем году команда «Портленд Трэйл Блэйзерс» выбрала литовца на драфте 1986 под 24-м номером.
В 1986 году в матче против югославской «Цибоны» травмировал ахиллово сухожилие. Травма оказалась очень серьёзной, потребовалось лечение в ЦИТО — Центральном институте травматологии и ортопедии в Москве. Первый матч финала чемпионата СССР травмированный игрок пропустил, и его родной клуб уступил ЦСКА. Литовские спортивные руководители убедили руководство Госкомспорта СССР, что Сабонис вполне здоров и может принять участие в оставшихся играх. Усиленный своим лучшим центровым, «Жальгирис» сумел дважды обыграть ЦСКА и стать чемпионом СССР, но буквально через два месяца на тренировочном сборе у Арвидаса произошёл повторный разрыв ахиллова сухожилия правой ноги.

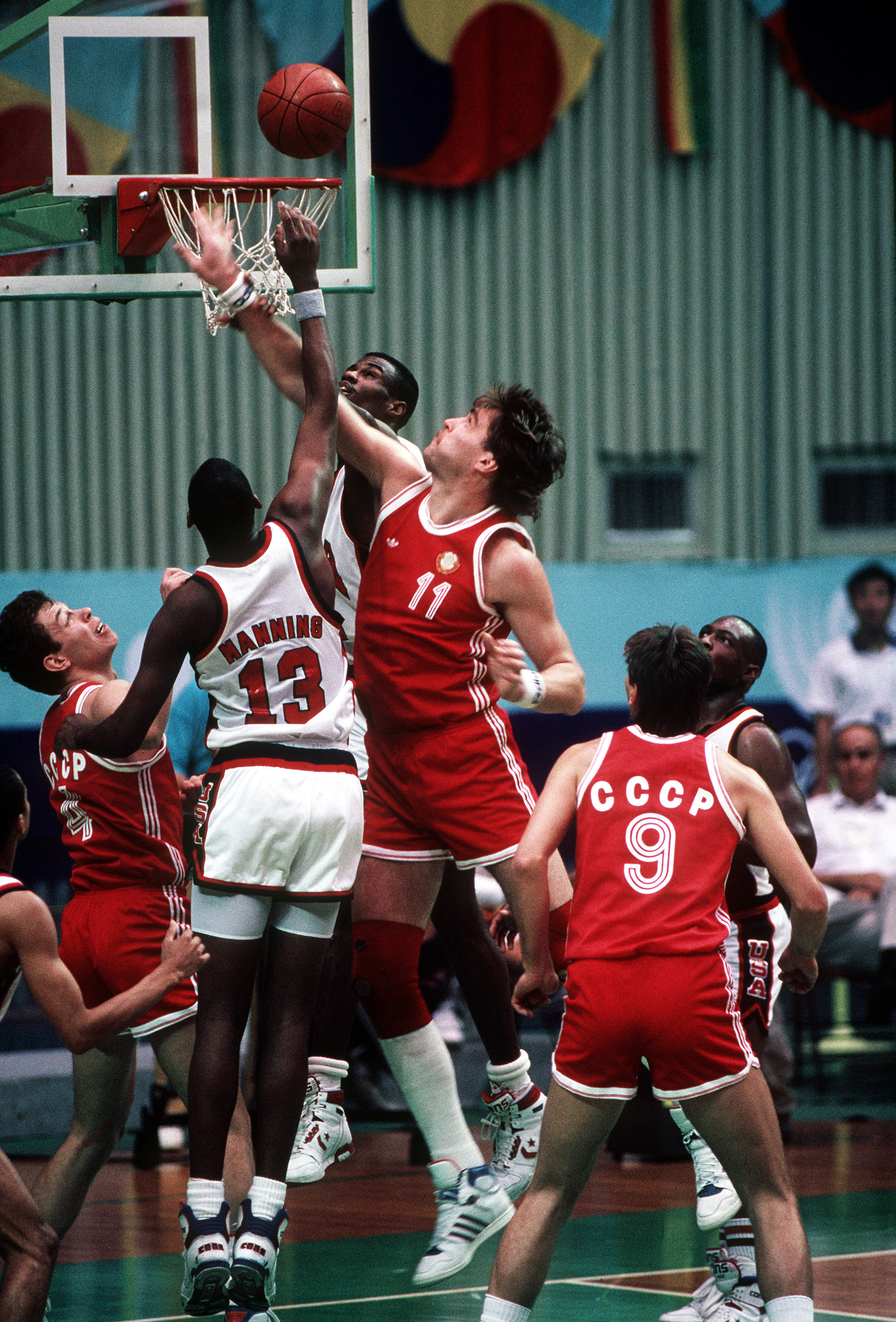
Летние Олимпийские игры 1988. Баскетбол (мужчины). СССР — США. Сабонис (№ 11) против Дэнни Мэннинга (№ 13) и Дэвида Робинсона

После длительного лечения и рецидива травмы Сабонис прошёл реабилитацию в США. В августе 1988 года он вернулся на родину, где приступил к подготовке к Олимпийским играм. Арвидас провёл полтора года вне баскетбола, впервые появившись на площадке на Олимпийских играх в Сеуле в матче против команды Югославии. Сборная СССР с «треском» проиграла, хотя центровой отыграл весь матч практически без замен. Остальные поединки предварительного турнира спортсмены сборной СССР выиграли. В полуфинале команда СССР переиграла сборную США во главе с Дэвидом «Адмиралом» Робинсоном и Дэнни Мэннингом со счётом 82-76. В финале турнира сборная СССР взяла реванш за поражение на предварительном этапе от команды Югославии, что позволило советским баскетболистам во второй раз в своей истории завоевать золотые медали олимпийского турнира.
В конце 1980-х гг. окончил экономический факультет Литовской сельскохозяйственной академии.

### Испанский период
В 1989 году Сабонису позволили уехать из СССР. Но вместо того, чтобы подписать контракт с «Трэйл Блэйзерс», он выбрал испанскую лигу, где провёл шесть сезонов. В течение трёх лет Арвидас выступал за «Вальядолид» (1989—1992) и три за «Реал Мадрид» (1992—1995). Дважды Сабонис приводил «Реал» к победе в чемпионате лиги Испании в 1993 и 1994 году, а также к победе клубном чемпионате Европы в 1995 году. Во время регулярного сезона 1994—1995, играя за «Реал Мадрид», Сабонис набирал в среднем 22,8 очков, 13,2 подборов, 2,6 блок-шота и делая 2,4 передачи за игру.
В 1992 году Сабонис выступил за сборную Литвы на Олимпийских играх в Барселоне. Собрать вместе всех лучших литовских игроков Шарунасу Марчюлёнису помог Дон Нельсон, позже работавший главным тренером в «Голден Стэйт», а затем в «Далласе». Он нашёл для команды деньги, поместив статью в «San Francisco Chronicle». Первыми откликнулись участники популярной группы Grateful Dead — команду поддержал вокалист Джерри Гарсия. По ходу турнира литовцы уступили дважды, первый раз на предварительном этапе сборная Литвы уступила Объединённой команде, а в полуфинале была разбита со счётом 76-127 сборной США. В матче за бронзовые медали Арвидасу с товарищами удалось обыграть Объединённую команду из бывших советских республик. Сабонис набрал 26 очков и сделал 16 подборов.

### НБА
В 1995 году Сабонис дебютировал в НБА в возрасте 31 года в команде «Портленд Трэйл Блэйзерс». В течение всех семи сезонов проведённых в НБА, Сабонис ежегодно выходил со своей командой в плей-офф. В 1998 году, дожидаясь окончания локаута в НБА, подписал краткосрочный контракт с «Жальгирисом» (Каунас), но не сыграл ни одного матча. Наилучшим сезоном Арвидаса стал сезон 1999/2000, когда «орегонцы» пробились в финал Западной конференции, где лишь в седьмом матче серии уступили будущим чемпионам «Лейкерс». За семь лет в НБА Сабонис набирал в среднем за матч 12 очков и делал 7,3 подбора.
После сезона 2000/01 НБА Сабонис отказался продлевать контракт с «Трэйл Блэйзерс». По его собственным словам, он «устал морально и физически». Он вернулся в Европу, где подписал контракт на один год с «Жальгирисом», ожидая, что присоединится к команде только на самые важные игры, но отыграл весь сезон в полном объёме, практически без отдыха и восстановления после травм. Затем вернулся в «Трэйл Блэйзерс» на последний заключительный сезон в 2002—2003 годов.
Свой последний сезон 2003/2004 годов Сабонис провёл в «Жальгирисе». Он привёл команду к топ-16 Евролиги. По итогам сезона Арвидас был признан MVP Регулярного чемпионата Евролиги и Самым ценным игроком Топ-16. Он также стал президентом команды. Сабонис официально завершил профессиональную карьеру в 2005 году.

### Личная жизнь
Жена Ингри́да в 1988 году стала «Мисс Вильнюса», в 1989 году — первая вице-мисс Литвы.
У Сабониса три сына (До́мантас, Та́утвидас, Жиги́мантас) и одна дочь (Аушри́не). Таутвидас играет за молодёжную команду «Малага» и был членом национальной сборной Литвы в возрасте до 19, которая выиграла в 2011 году чемпионат мира среди юношей до 19 лет. Двое других сыновей представляли литовскую национальную команду по баскетболу на международных турнирах среди своих возрастных групп в августе 2011 года. Домантас в возрасте 20 лет выступал за сборную Литвы на Олимпийских играх 2016 года, а также дебютировал в НБА в клубе «Оклахома-Сити Тандер» на позиции форварда, затем выступал за «Индиану Пэйсерс» и «Сакраменто Кингз», участвовал в Матче всех звёзд НБА.
В сентябре 2011 года у Сабониса случился сердечный приступ во время баскетбольного матча в Литве. Врачи сказали, что сердечный приступ не был опасным для жизни.
Владеет литовским, русским, польским, испанским и английским языками. В свободное время любит заниматься рыбалкой.

### Достижения
- Чемпион Олимпийских игр 1988 (в составе сборной СССР).
- Двукратный бронзовый призёр Олимпийских игр 1992, 1996 (в составе сборной Литвы).
- Чемпион мира 1982 (в составе сборной СССР).
- Серебряный призёр чемпионата мира 1986 (в составе сборной СССР).
- Чемпион Европы 1985 (в составе сборной СССР).
- Серебряный призёр чемпионата Европы 1995 (в составе сборной Литвы).
- Бронзовый призёр чемпионатов Европы 1983 и 1989 (в составе сборной СССР).
- Чемпион Евролиги в составе «Реал Мадрид» (1995).
- Самый ценный игрок Финала четырёх Евролиги (1995)
- Трёхкратный чемпион СССР в составе «Жальгириса» (1985, 1986, 1987).
- Двукратный чемпион Испании в составе «Реал Мадрид» (1993, 1994).

## Государственные награды
- Командорский крест ордена Великого князя Литовского Гядиминаса (3 июля 1995 года)[12]
- Большой крест ордена Великого князя Литовского Гядиминаса (12 августа 1996 года)[13]
- Памятный знак за личный вклад в развитие трансатлантических отношений Литвы и по случаю приглашения Литовской Республики в НАТО (12 февраля 2003 года)[14].
- Орден Дружбы (Россия, 21 декабря 2006 года) — за большой вклад в укрепление дружественных отношений и развитие сотрудничества между государствами в области спорта[15]
- Президентский орден Сияние (Грузия, 2011 год)[16]
- Орден Трудового Красного Знамени[17]
- Орден Дружбы народов[17]
- Медаль «За трудовое отличие»[17]
- Серебряный Олимпийский орден[17]
- Почётный гражданин города Каунас (11 декабря 1997 года)[18]

Литовский кинорежиссёр Витаутас В. Ландсбергис снял о баскетболисте документальный фильм «Сабас» („Sabas“, 1997). В 2014 году вышел документальный фильм Римвидаса Чекавичюса «Арвидас Сабонис. 11. На голову выше» („Arvydas Sabonis. 11. Visa galva aukščiau“).

## Статистика

### Статистика в НБА
| Сезон                                                                                    | Команда  | Регулярный сезон | Регулярный сезон | Регулярный сезон | Регулярный сезон | Регулярный сезон | Регулярный сезон | Регулярный сезон | Регулярный сезон | Регулярный сезон | Регулярный сезон | Регулярный сезон | Серия плей-офф | Серия плей-офф | Серия плей-офф | Серия плей-офф | Серия плей-офф | Серия плей-офф | Серия плей-офф | Серия плей-офф | Серия плей-офф | Серия плей-офф | Серия плей-офф |
| Сезон                                                                                    | Команда  | GP               | GS               | MPG              | FG%              | 3P%              | FT%              | RPG              | APG              | SPG              | BPG              | PPG              | GP             | GS             | MPG            | FG%            | 3P%            | FT%            | RPG            | APG            | SPG            | BPG            | PPG            |
| ---------------------------------------------------------------------------------------- | -------- | ---------------- | ---------------- | ---------------- | ---------------- | ---------------- | ---------------- | ---------------- | ---------------- | ---------------- | ---------------- | ---------------- | -------------- | -------------- | -------------- | -------------- | -------------- | -------------- | -------------- | -------------- | -------------- | -------------- | -------------- |
| 1995/96                                                                                  | Портленд | 73               | 21               | 23,8             | 54,5             | 37,5             | 75,7             | 8,1              | 1,8              | 0,9              | 1,1              | 14,5             | 5              | 5              | 35,4           | 43,2           | 55,6           | 71,7           | 10,2           | 1,8            | 0,8            | 0,6            | 23,6           |
| 1996/97                                                                                  | Портленд | 69               | 68               | 25,5             | 49,8             | 37,1             | 77,7             | 7,9              | 2,1              | 0,9              | 1,2              | 13,4             | 4              | 4              | 27,0           | 42,9           | 25,0           | 87,5           | 6,5            | 2,3            | 0,8            | 0,8            | 11,3           |
| 1997/98                                                                                  | Портленд | 73               | 73               | 32,0             | 49,3             | 26,1             | 79,8             | 10,0             | 3,0              | 0,9              | 1,1              | 16,0             | 4              | 4              | 26,8           | 45,0           | 50,0           | 85,7           | 7,8            | 1,5            | 1,8            | 0,8            | 12,3           |
| 1998/99                                                                                  | Портленд | 50               | 48               | 27,0             | 48,5             | 29,2             | 77,1             | 7,9              | 2,4              | 0,7              | 1,3              | 12,1             | 13             | 13             | 30,2           | 39,8           | 20,0           | 90,7           | 8,8            | 2,2            | 1,2            | 1,2            | 10,0           |
| 1999/00                                                                                  | Портленд | 66               | 61               | 25,5             | 50,5             | 36,8             | 84,3             | 7,8              | 1,8              | 0,7              | 1,2              | 11,8             | 16             | 16             | 30,8           | 45,3           | 28,6           | 79,6           | 6,7            | 1,9            | 0,9            | 0,8            | 11,3           |
| 2000/01                                                                                  | Портленд | 61               | 42               | 21,3             | 47,9             | 6,7              | 77,6             | 5,4              | 1,5              | 0,7              | 1,0              | 10,1             | 3              | 3              | 34,7           | 48,3           | 0,0            | 75,0           | 8,3            | 2,7            | 0,3            | 2,3            | 11,3           |
| 2002/03                                                                                  | Портленд | 78               | 1                | 15,5             | 47,6             | 50,0             | 78,7             | 4,3              | 1,8              | 0,8              | 0,6              | 6,1              | 6              | 1              | 14,3           | 66,7           | -              | 80,0           | 4,0            | 0,8            | 0,7            | 0,7            | 10,0           |
|                                                                                          | Всего    | 470              | 314              | 24,2             | 50,0             | 32,8             | 78,6             | 7,3              | 2,1              | 0,8              | 1,1              | 12,0             | 51             | 46             | 28,8           | 45,2           | 31,9           | 80,2           | 7,4            | 1,9            | 0,9            | 0,9            | 12,1           |
| Наведите курсор мыши на аббревиатуры в заголовке таблицы, чтобы прочесть их расшифровку. |          |                  |                  |                  |                  |                  |                  |                  |                  |                  |                  |                  |                |                |                |                |                |                |                |                |                |                |                |

### Статистика в других лигах
| Сезон | Команда   | Лига     | GP | GS | MPG  | FG%  | 3P%  | FT%  | RPG  | APG | SPG | BPG | PFL | TOV | PPG  |
| --- | --------- | -------- | -- | -- | ---- | ---- | ---- | ---- | ---- | --- | --- | --- | --- | --- | ---- |
| 2003/04 | Жальгирис | Евролига | 18 | 14 | 28,3 | 56,0 | 36,6 | 69,6 | 10,7 | 2,4 | 1,0 | 1,6 | 2,6 | 2,0 | 16,7 |
| Всего | Всего     | Всего    | 18 | 14 | 28,3 | 56,0 | 36,6 | 69,6 | 10,7 | 2,4 | 1,0 | 1,6 | 2,6 | 2,0 | 16,7 |
| Наведите курсор мыши на аббревиатуры в заголовке таблицы, чтобы прочесть их расшифровку Статистика приведена с сайта basketball.realgm.com |           |          |    |    |      |      |      |      |      |     |     |     |     |     |      |